# 受難劇

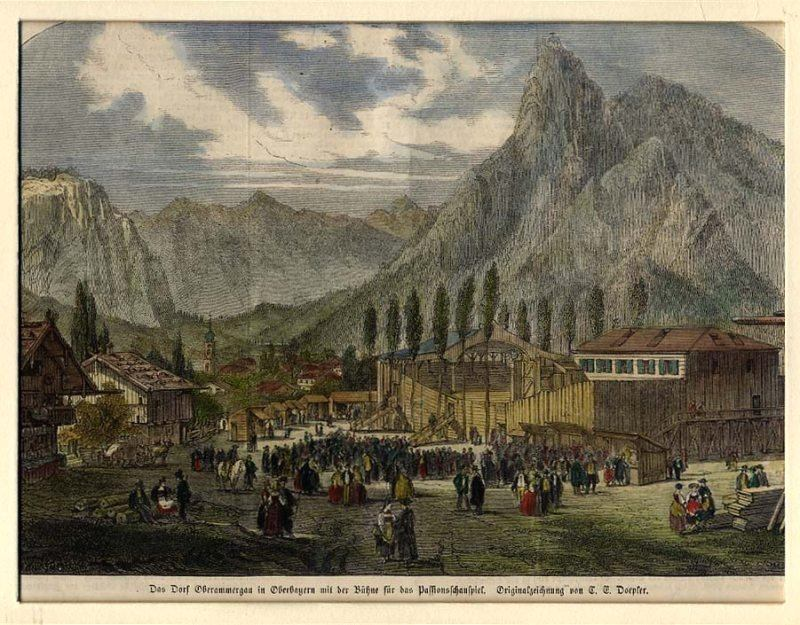
オーバーアマルガウの受難劇（1860年ごろ）

受難劇（じゅなんげき、英: Passion Play）とは、イエス・キリストが十字架刑で殺され受難を受ける過程に関する劇をいう。特に聖週に世界各地で催される。
ドイツのオーバーアマガウ（Oberammergau、10年毎）、ザルミュンスター、ヴァール、米国のロートン、カナダのドラムヘラーなどで催される受難劇が有名である。日本でも、南山大学などで毎年行われている。